# Afroneta immaculata
Afroneta immaculata là một loài nhện trong họ Linyphiidae.
Loài này thuộc chi Afroneta. Afroneta immaculata được Herman Theodor Holm miêu tả năm 1968.